# シュテファン・シューマッハー
シュテファン・シューマッハー（Stefan Schumacher、1981年7月21日 - ）は、ドイツ・バーデン＝ヴュルテンベルク州のオストフィルデルン＝リュート出身の自転車競技選手。愛称は「シューミ」

## 来歴
2002年にチームテレコムと契約を結んでプロ入り。
2006年、ゲロルシュタイナーに移籍。
- ジロ・デ・イタリアで区間2勝（第3、18）。第3〜4ステージでマリア・ローザを着用。
- エネコ・ツアー 総合優勝
- ツール・ド・ポローニュ 総合優勝
- シルキュイ・ド・ラ・サルト 総合優勝
- UCIプロツアー 10位

2007年
- アムステルゴールドレース優勝
- バイエルン一周総合優勝
- 世界選手権個人ロード3位

2008年
- ツール・ド・フランス第4ステージと第20ステージの個人タイムトライアルで勝利。なお第4ステージの終了時点では総合1位となりマイヨ・ジョーヌを手に入れた。その後、2ステージマイヨ・ジョーヌをキープする活躍を見せたが、第6ステージのゴール直前で落車のアクシデントに見舞われた為（救済措置などは取られなかった）2日間でマイヨ・ジョーヌを手放した。

### ドーピング問題
2009年シーズンより、クイック・ステップに移籍する事が決定していたが、下述のドーピング問題が発覚した。
2008年10月6日付のBBCニュースによると、同年のツール・ド・フランスにおける血液サンプルから、CERA（持続性エリスロポエチン受容体活性化剤=Continuous Erythropoietin Receptor Activator）の陽性反応が発覚。これを受け、ドイツ自転車競技連盟は2年間の出場停止処分を科した。加えて2009年4月29日には、北京オリンピックにおけるドーピング再検査のAサンプルにおいてもCERA陽性が判明した。なお、2008年までチームメイトだったダヴィデ・レベッリンにも同様の陽性反応が出ている。また、直接の処分は受けていないが、過去にシューマッハーは下記の事例によりその疑いを持たれたことがあった。
2007年10月7日、飲酒運転事故を起こして運転免許剥奪処分を受けた際、アンフェタミンが検出された。但しアンフェタミンについてはレース中以外では検査対象薬物の対象とはされないため、ドーピングという形では処分を受けなかった。なお、2005年にも禁止薬物に指定されているカチンの陽性反応が出たが、花粉アレルギー対策として使用されたものとして、こちらもドーピングの処分を免れている。
2010年、イタリアのプロコンチネンタルチーム、ミケ・グエルチョッティと契約。
2012年、デンマークのコンチネンタルチーム、クリスティーナウオッチズ・オンフォンへ移籍。
- ツール・タマルタ 総合優勝
- ツール・ド・セルビー 総合優勝
- ツアー・オブ・チャイナII 総合優勝

## エピソード
F1選手のミハエル・シューマッハとは無関係だが、2008年のツール・ド・フランスで活躍し注目を集めた際、インタビューでは何度も「ミハエル・シューマッハと親戚か？」聞かれたため「ミハエルのことでは無く、もっと自分の事を聞いて欲しい」と不満を漏らした。